# 21919 Luga
21919 Luga este un asteroid din centura principală de asteroizi.

## Descriere
21919 Luga este un asteroid din centura principală de asteroizi. A fost descoperit pe 3 noiembrie 1999 la Socorro, New Mexico, în cadrul proiectului LINEAR. Asteroidul prezintă o orbită caracterizată de o semiaxă mare de 3,07 ua, o excentricitate de 0,06 și o înclinație de 8,3° în raport cu ecliptica.